# Avia BH-33
Avia BH-33 – czechosłowacki samolot myśliwski z okresu międzywojennego, produkowany na licencji w Polsce w Podlaskiej Wytwórni Samolotów jako PWS-A.

## Historia
W 1927 roku inż. Paweł Beneš i inż. Miroslav Hajna z zakładów lotniczych Avia Co Kbely w Czakowicach opracowali projekt nowego samolotu myśliwskiego, który miał być następcą produkowanego samolotu Avia BH-21.
Nowy samolot został oznaczony jako Avia BH-33 i jego prototyp został oblatany pod koniec 1927 roku. Podczas prób w locie stwierdzono, że jest to samolot zwrotny, szybki i ma dobre właściwości pilotażowe, spełniał on wymagania stawiane samolotom myśliwskim. W związku z tym podjęto jego produkcję seryjną w 1928.
Samolotem tym zainteresowało się dowództwo polskiego lotnictwa wojskowego i ostatecznie w 1928 roku zakupiło dwa egzemplarze wzorcowe tego samolotu oraz licencje na ich produkcję w Polsce. Produkcję tego samolotu prowadziła Podlaska Wytwórnia Samolotów (PWS) w Białej Podlaskiej. Samoloty produkowane w PWS zostały oznaczone jako PWS-A i ogółem w latach 1929–1930 wyprodukowano ich 50 sztuk.
Samolot Avia BH-33 miał konstrukcję mieszaną, w przeważającej części drewnianą i w celu jego unowocześnienia jego projektanci opracowali nową wersję już z kadłubem o konstrukcji metalowej, która została oznaczona jako Avia BH-33E. Licencję na budowę tej wersji samolotu sprzedano Jugosławii, gdzie była ona produkowana.
Zbudowano także prototyp oznaczony jako Avia BH-33P z owalnym kadłubem ze spawanych rur stalowych, lecz ta wersja nie weszła do produkcji seryjnej. Pozostała ona w fazie prototypu.
Ostatnią wersja samoloty była wersja oznaczona jako Avia BH-33L, była to wersja wyposażona w czechosłowacki silnik Škoda L i była produkowana seryjnie.
Łącznie wyprodukowano 235 samolotów Avia BH-33 wszystkich wersji, z tego na licencji w Polsce – 50 sztuk i Jugosławii – 42 sztuki.

## Służba
Maszyna w latach trzydziestych XX wieku była standardowym samolotem lotnictwa Czechosłowacji. Po zajęciu kraju przez Niemcy, część z nich otrzymało lotnictwo słowackie, a Luftwaffe używało ich do celów treningowych.
BH-33 używało w jugosłowiańskie lotnictwo w czasie walk z Niemcami w 1941 roku. Pozostałe po kampanii samoloty przejęło lotnictwo chorwackie. Używało ich w operacjach przeciwko partyzantce Tito.
Pojedynczymi egzemplarzami dysponowało również lotnictwo belgijskie i ZSRR. Pojedynczy samolot posiadało lotnictwo japońskie, został użyty do walk na terenie Chin.

### Służba w lotnictwie polskim

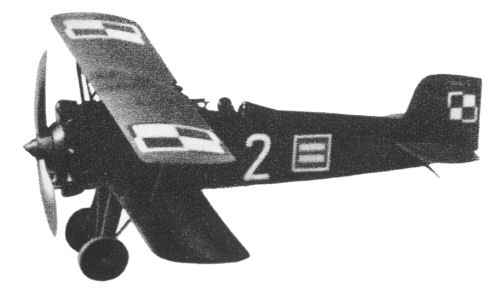
PWS-A ok. 1937

Wyprodukowane w latach 1929–1930 samoloty PWS-A w 1930 roku zostały skierowane do eskadr myśliwskich, gdzie były eksploatowane do 1935 roku. Samolot miał wymaganą wytrzymałość konstrukcji, nie było w nim przypadków utraty płatów – co było zmorą w użytkowanych maszyn Blériot-SPAD S.61 i Blériot-SPAD S.51. Wobec wprowadzania myśliwców PWS-10 a zwłaszcza PZL P.7a już od 1933 roku były stopniowo wycofywane z użycia z eskadr myśliwskich i kierowane do eskadr treningowych oraz szkół lotniczych.
W eskadrach treningowych przetrwały do 1939 roku, gdzie służyły do treningu akrobacji.
W samoloty te wyposażony był pierwszy polski lotniczy zespół akrobacyjny tzw. Trójka Bajana, w skład której wchodzili: kpt. pil. Jerzy Bajan, kpr. pil. Karol Pniak i kpr. pil. Stanisław Macek.

## Konstrukcja
Avia BH-33 był jednomiejscowym samolotem myśliwskim, dwupłatem o konstrukcji mieszanej.
Kadłub miał konstrukcję drewnianą, w przedniej części znajdował się silnik gwiazdowy. Za silnikiem zbiornik paliwa, a za nim odkryta kabina pilota osłonięta z przodu wiatrochronem, wyposażona w urządzenia sterownicze i przyrządy pokładowe. Kadłub kończył się usterzeniem klasycznym o konstrukcji drewnianej, stateczniki pokryte były sklejką, a stery płótnem. Kadłub pokryty był sklejką oklejoną płótnem. Na obu bokach kadłuba zastosowano listwy w celu usztywnienia pokrycia.
Płaty miały konstrukcję dwudźwigarową, drewnianą, pokryte płótnem. Płat dolny miał większą rozpiętość od płata górnego. Lotki, wyważone za pomocą skrzydełek oporowych, umieszczono tylko na płacie dolnym. Komorę płatów usztywniono za pomocą słupków duralowych w układzie odwróconej litery „N” oraz cięgnami stalowymi.
Podwozie klasyczne dwugoleniowe z półosiami, wyposażone w amortyzatory gumowe. Płoza ogonowa wykonano z półresora piórkowego.
Napęd stanowił silnik gwiazdowy Gnome–Rhone Jupiter 420 KM pochodzący z wycofywanych bombowców Farman F-60 Goliath, śmigło dwułopatowe drewniane Szomański o średnicy 2900 mm.